# Gisèle van Waterschoot van der Gracht

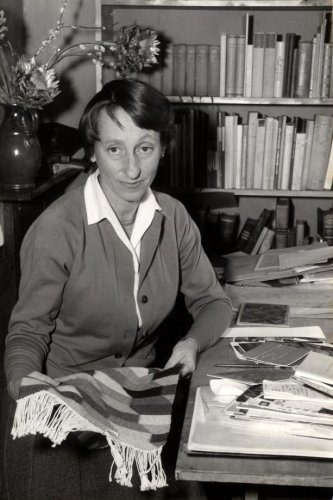
van Waterschoot van der Gracht (1957)

Gisèle van Waterschoot van der Gracht, nach ihrer Heirat Gisèle d’Ailly van Waterschoot van der Gracht (* 11. September 1912 in Den Haag; † 28. Mai 2013 in Amsterdam), war eine niederländische Künstlerin.

## Leben
Gisèle van Waterschoot van der Gracht war die Tochter des niederländischen Geologen und Juristen Willem van Waterschoot van der Gracht und der Österreicherin Josephine Freiin von Hammer-Purgstall (1881–1955). Die Familie ging 1915 in die USA, wo sie bis 1931 blieb. Nach der Rückkehr wohnte die Familie zunächst in Österreich auf einem Landgut und dann im Kasteel des niederländischen Wijlre in der Provinz Limburg. In Paris studierte Gisèle van Waterschoot van der Gracht die beiden Techniken Kupferstich und Radierung. Von 1936 bis Ende 1939 arbeitete sie bei dem Glasmaler Joep Nicholas in Roermond.

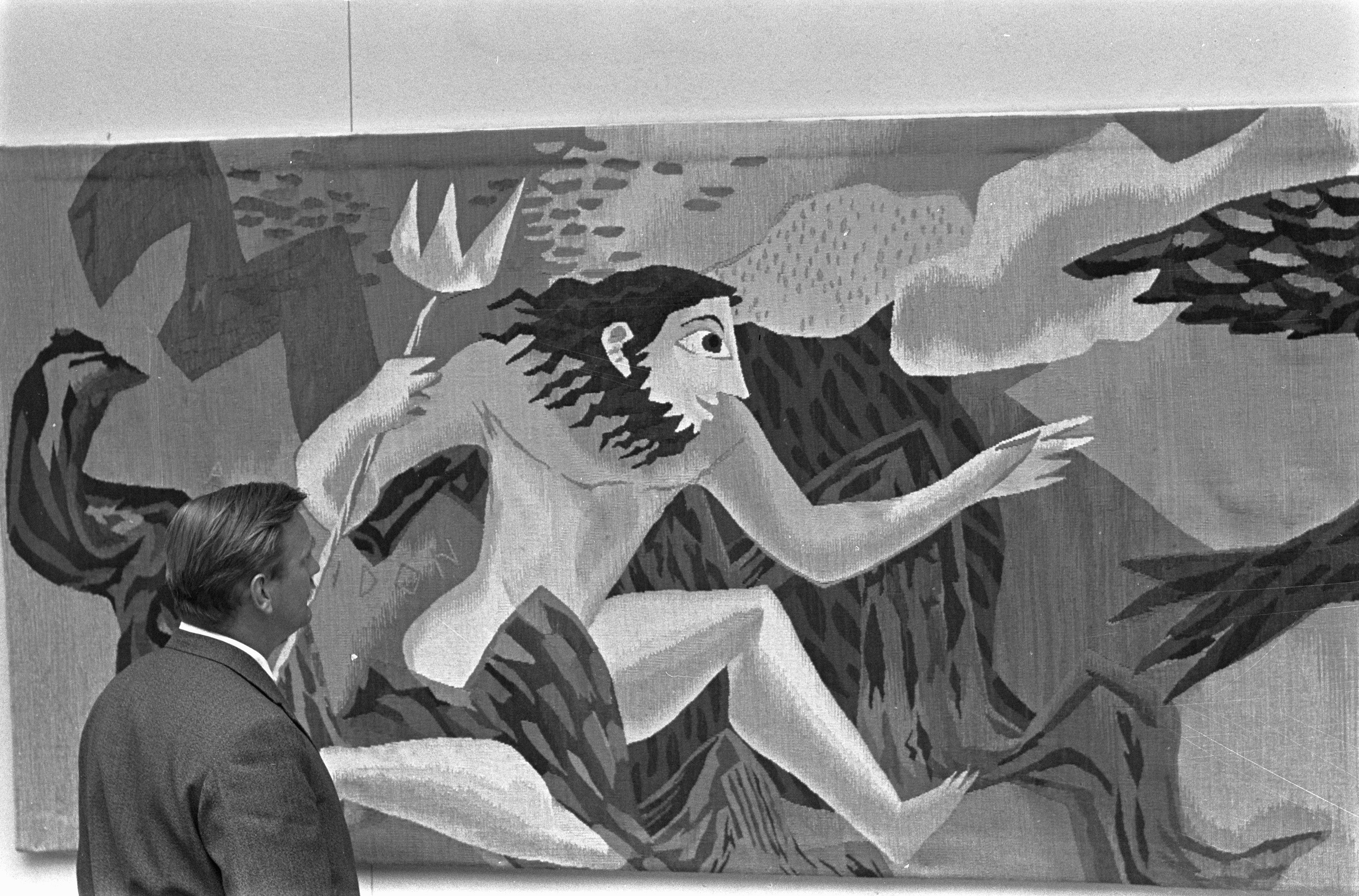
Wandbild von Van Waterschoot van der Gracht (1959)

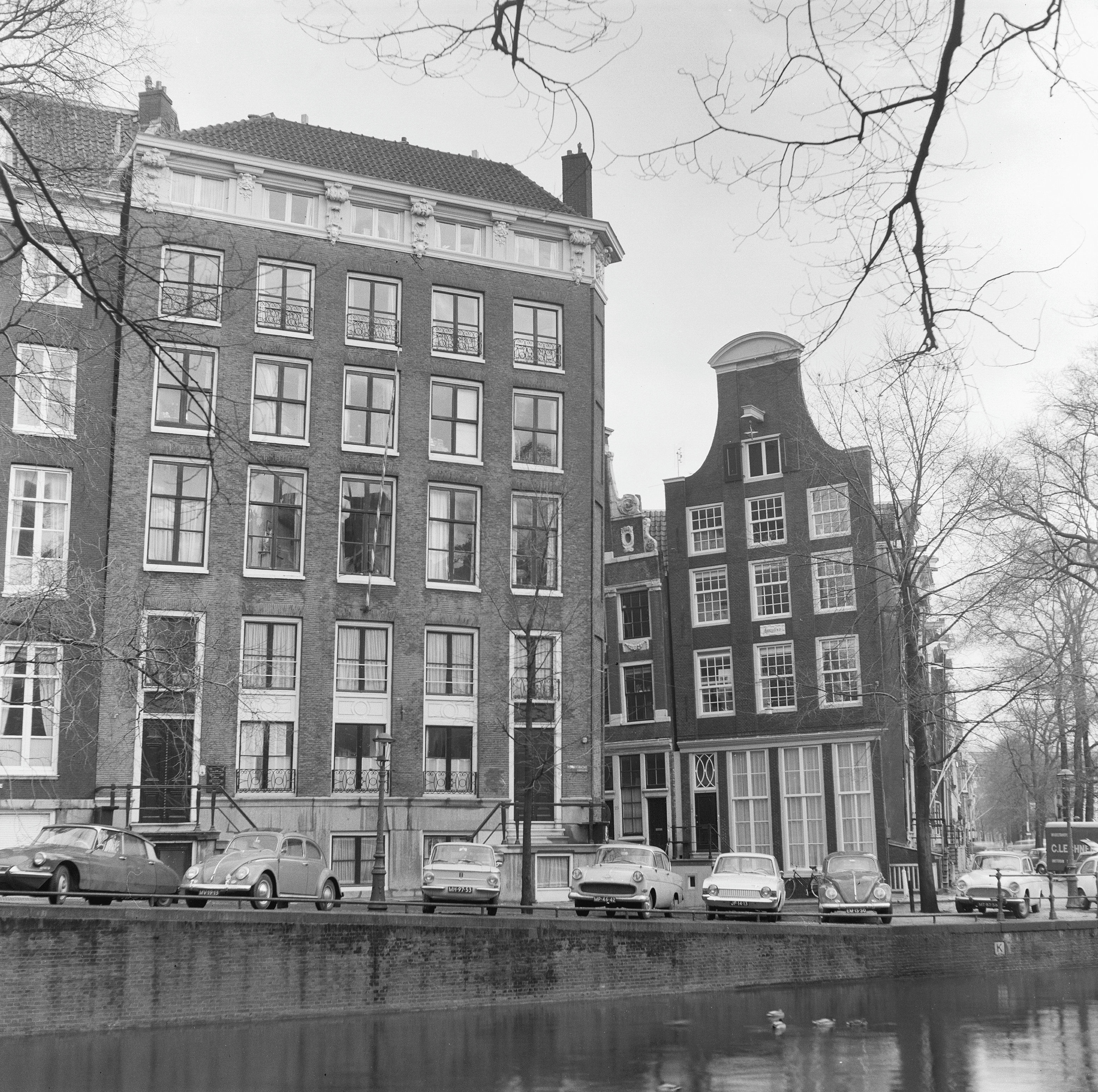
Das Haus Herengracht 401 (links)

Mit ihrer Familie wechselte Gisèle van Waterschoot van der Gracht 1940 nach Bergen. Hier lernte sie 1941 im Haus des Dichters und Schriftstellers Adriaan Roland Holst die beiden deutschen Immigranten Wolfgang Cordan und Wolfgang Frommel kennen. Im selben Jahr bezog sie in Amsterdam an der Herengracht 401 eine Wohnung. Ein Jahr später zogen Frommel und Friedrich W. Buri dort ein. Gemeinsam versteckten sie eine Gruppe meist jüdischer Jugendlicher deutscher und niederländischer Nationalität. Der Beitrag von Gisèle van Waterschoot van der Gracht zum Überleben der versteckten Menschen während der deutschen Besatzungs- und Verfolgungszeit war aktiv und essentiell. 1942 kam es zu ihrer Bekanntschaft mit Max Beckmann, zu dem sie auch nach dessen Emigration in die USA den Kontakt aufrechterhalten konnte.
Aus der Gruppe der Überlebenden entstand 1951 der deutschsprachige Verlag Castrum Peregrini. Seit 1957 war Gisèle van Waterschoot van der Gracht Schirmherrin der Stiftung Castrum Peregrini mit dem gemeinsamen Geschäftssitz in dem Haus Herengracht 401, das sie 1958 kaufte.
1959 heiratete Gisèle van Waterschoot van der Gracht den ehemaligen Bürgermeister von Amsterdam, Arnold Jan d’Ailly (1902–1967). Durch die Heirat lautete ihr vollständiger Name: Gisèle d’Ailly van Waterschoot van der Gracht. Das Ehepaar renovierte das ehemalige Kloster Agios Ioannis auf der griechischen Insel Paros. Nach dem Tod ihres Mannes zog sich die Witwe jedes Jahr hierhin zurück. 1982 gab sie das Quartier schließlich auf und lebte seitdem in Amsterdam.

## Ehrung
In der Gedenkstätte Yad Vashem ist seit dem Jahr 1998 ihr Name im Garten der Gerechten unter den Völkern verzeichnet. In dem Garten werden seit 1996 für nichtjüdische Retter deren Namen eingeschrieben. Hier finden auch die Verleihungszeremonien des Ehrentitels für diese Personen statt.

## Quelle
- Castrum Peregrini: Nachruf
- Biographie auf der Seite der Wilhelm-Fraenger-Gesellschaft